# Huanghekou
Huanghekou (kinesiska: 黄河口镇, 黄河口) är en köping i Kina. Den ligger i provinsen Shandong, i den östra delen av landet, omkring 200 kilometer nordost om provinshuvudstaden Jinan. Antalet invånare är 23 383. Befolkningen består av 11 903 kvinnor och 11 480 män. Barn under 15 år utgör 15,0 %, vuxna 15-64 år 72 %, och äldre över 65 år 11,0 %.
Genomsnittlig årsnederbörd är 653 millimeter. Den regnigaste månaden är juli, med i genomsnitt 240 mm nederbörd, och den torraste är januari, med 7 mm nederbörd.